# Marathon van Londen

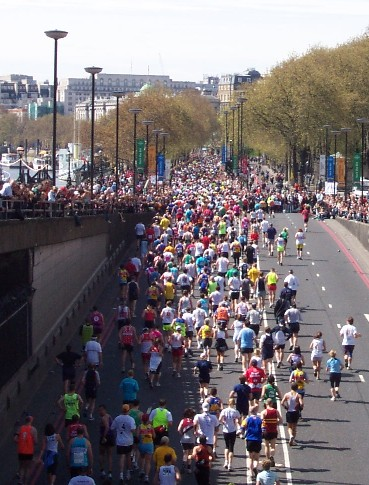
Londen Marathon

De marathon van Londen (London Marathon) is een marathon die sinds 1981 jaarlijks wordt gehouden, meestal in april. Het evenement behoort vanwege haar prijzengeld, finishtijden en deelnemersaantallen tot de belangrijkste marathons ter wereld. Momenteel wordt de wedstrijd gesponsord door Virgin Money en draagt het de naam Virgin Money Londen Marathon. De 36e editie, vond plaats op 24 april 2016 en had ruim 39.000 deelnemers op de klassieke marathon afstand, waarmee de marathon van Londen de op een na grootste marathon van Europa is. De marathon van Londen maakt deel uit van de World Marathon Majors.

## Geschiedenis

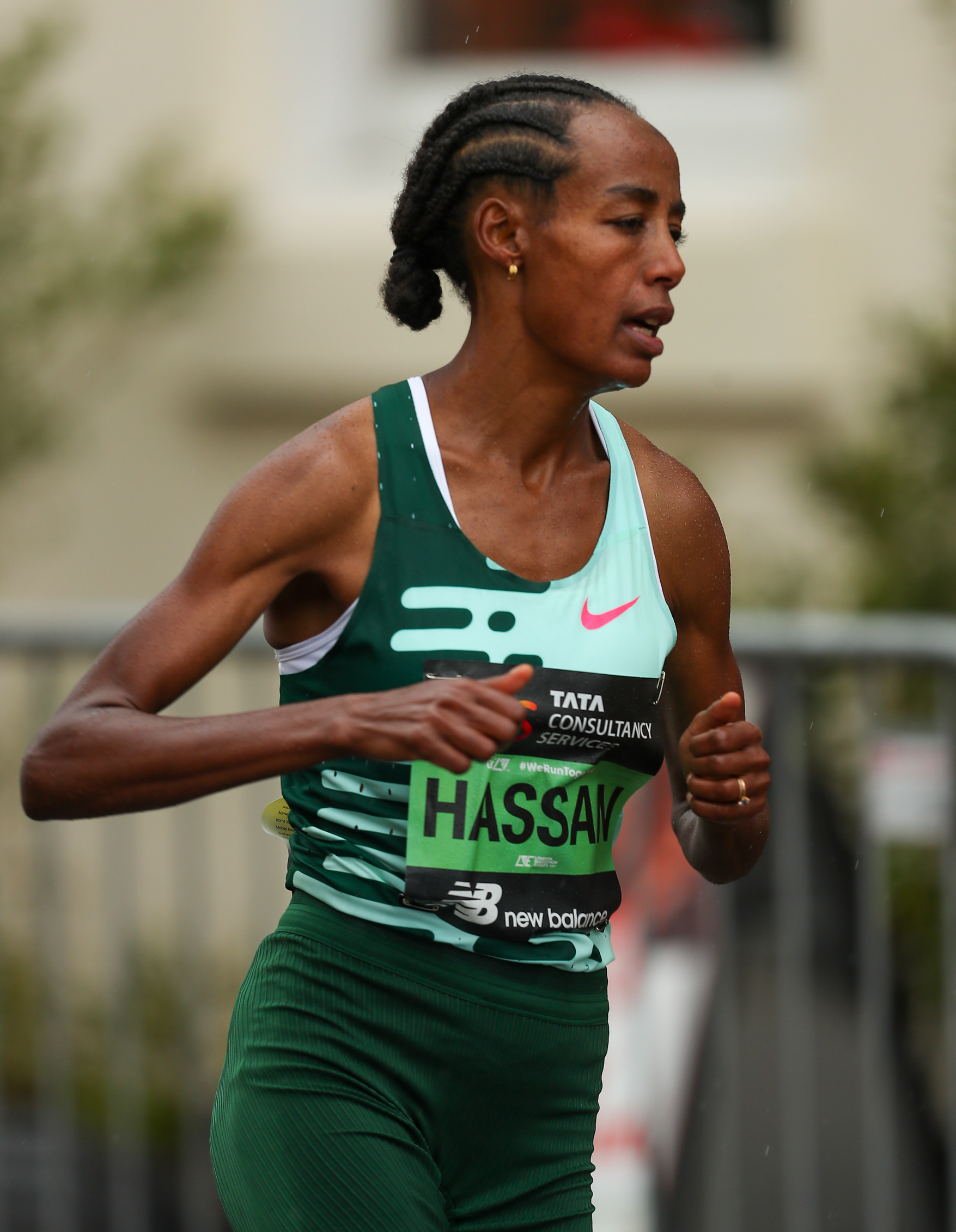
Sifan Hassan in Londen (2023)

Het evenement werd gesticht door olympisch kampioen en gerenommeerd journalist Chris Brasher en Welsh atleet John Disley. Na geïnspireerd te zijn geraakt door de New York City Marathon 1979, besloten de twee in 1980 af te reizen naar de Verenigde Staten om de organisatie en het financiële aspect van een marathon in een grote stad, zoals de New York City Marathon en de Boston Marathon, te bestuderen. Brasher tekende een contract met Gilette ter waarde van £ 50.000, kreeg een status als goed doel en definieerde zes doelen om het succes van New York te kopiëren en Groot-Brittannië op de kaart te zetten grote evenementen te kunnen organiseren. De Londen Marathon was geboren.

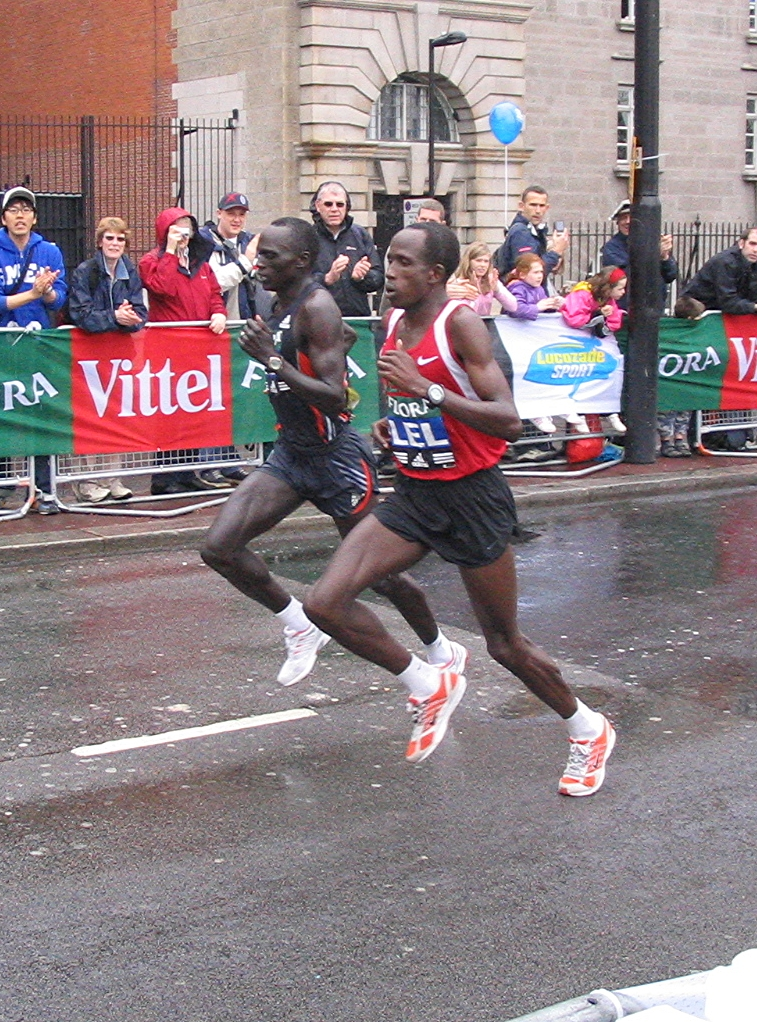
Felix Limo, de winnaar van 2006 naast Martin Lel, de winnaar van 2005, 2007 en 2008

De eerste editie vond plaats op 29 maart 1981. Meer dan 20.000 mensen schreven zich in, waarvan er 6474 mochten starten. Hiervan behaalden 6255 de finish op Constitution Hill. De populariteit van de marathon neemt sindsdien elke editie toe. In 2016 behaalden 39.118 marathonlopers de finish, het hoogste aantal sinds de geschiedenis van het evenement. Het meedoen is de laatste jaren een steeds belangrijker doel geworden, wat blijkt uit het feit dat er bijna 10.000 deelnemers langer dan vijf uur onderweg waren tijdens de laatste editie.
In 2016 hadden in totaal meer dan 1.000.000 hardlopers de wedstrijd voltooid sinds de eerste editie.
In 1983 werd er voor het eerst ook een rolstoelwedstrijd toegevoegd aan het evenement. De organisatie werd geloofd voor het verminderen van het stigma rondom gehandicapte sporters. Sinds 2006 behoort het evenement tot de World Marathon Majors.

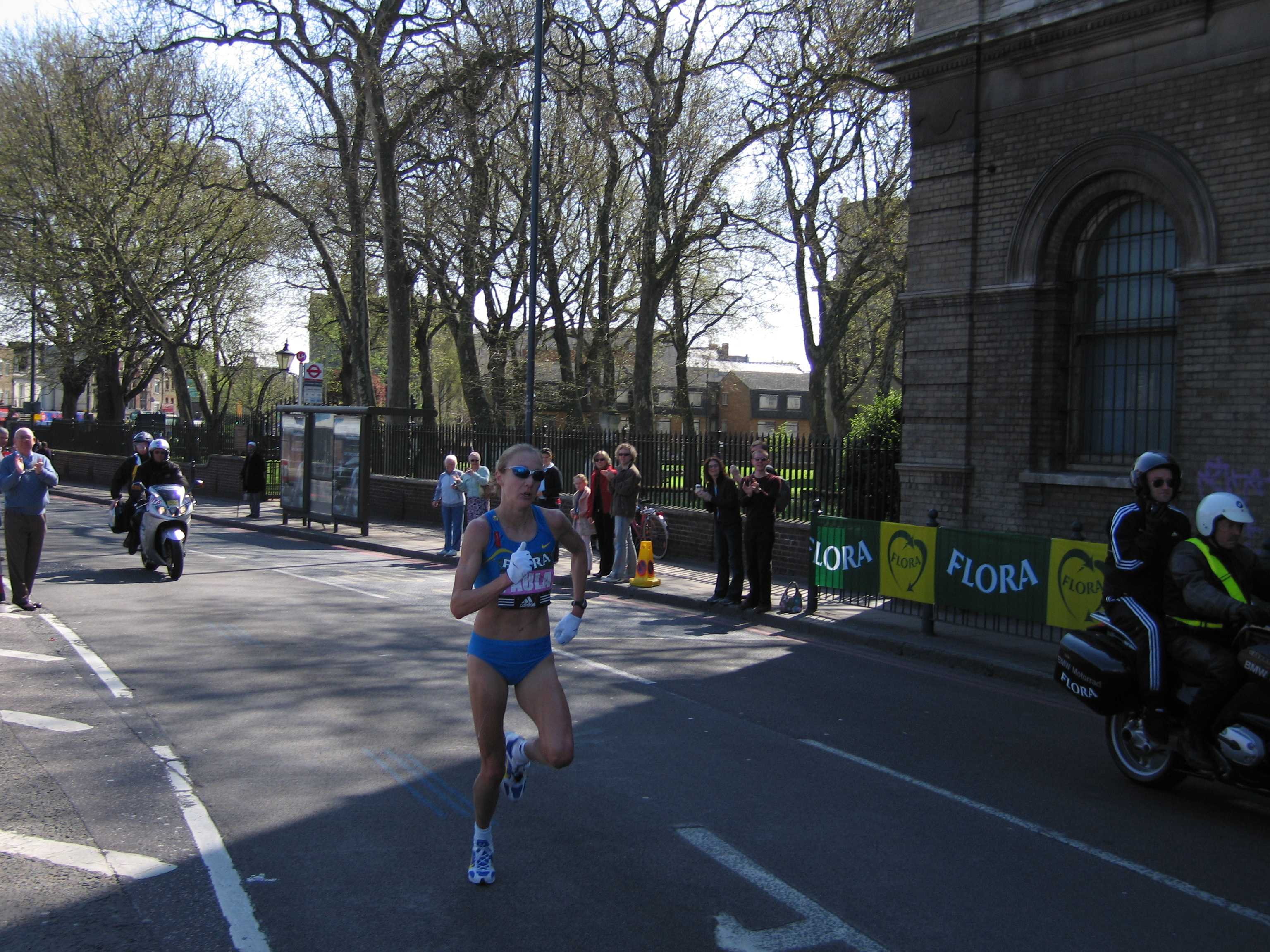
Paula Radcliffe tijdens de Londen Marathon van 2005

Op 19 april 2003 behaalde voormalig profbokser Michael Watson de krant. Na een gevecht in september 1991 lag hij veertig dagen in coma en onderging zes hersenoperaties. Artsen voorspelden dat hij niet meer zou kunnen lopen. Toch nam hij deel aan de marathon. Hij liep twee mijl in de ochtend en twee mijl in de middag met een snelheid van één mijl per uur. Na zes dagen en twee uur voltooide hij de wedstrijd.

## Kampioenschappen
| Kampioenschap       | Jaartallen                  |
| ------------------- | --------------------------- |
| Brits kampioenschap | 1983 t/m 2014               |
| Welsh kampioenschap | 2004 t/m 2014 (m.u.v. 2006) |

## Statistiek

### Wereldrecords
In totaal werd er bij dit evenement viermaal een wereldrecord verbeterd:
| Datum         | Land | Naam               | Tijd    | Opmerking |
| ------------- | ---- | ------------------ | ------- | --------- |
| 17 april 1983 | NOR  | Grete Waitz        | 2:25.29 | Verbeterd |
| 21 april 1985 | NOR  | Ingrid Kristiansen | 2:21.06 | Verbeterd |
| 14 april 2002 | USA  | Khalid Khannouchi  | 2:05.38 | Verbeterd |
| 13 april 2003 | GBR  | Paula Radcliffe    | 2:15.25 | Verbeterd |

### Parcoursrecords
De huidige parcoursrecords zijn als volgt:
- Mannen 2:01.25 (Kelvin Kiptum, Kenia), 2023
- Vrouwen 2:15.25 (Paula Radcliffe, UK), 2003

### Top 10 finishtijden (mannen)
Met een gemiddelde tijd van 2:03.07,5 over de snelste 10 tijden gelopen, staat de marathon van Londen mondiaal op een tweede plaats op de lijst van snelste marathonsteden tot 2025.
| Rang | Naam             | Land | Tijd    | Jaar | Plek |
| ---- | ---------------- | ---- | ------- | ---- | ---- |
| 1    | Kelvin Kiptum    | KEN  | 2:01.25 | 2023 | 1    |
| 2    | Sabastian Sawe   | KEN  | 2:02.27 | 2025 | 1    |
| 3    | Eliud Kipchoge   | KEN  | 2:02.37 | 2019 | 1    |
| 4    | Mosinet Geremew  | ETH  | 2:02.55 | 2019 | 2    |
| 5    | Eliud Kipchoge   | KEN  | 2:03.05 | 2016 | 1    |
| 6    | Mule Wasihun     | KEN  | 2:03.16 | 2019 | 3    |
| 7    | Jacob Kiplimo    | UGA  | 2:03.37 | 2025 | 2    |
| 8    | Stanley Biwott   | KEN  | 2:03.51 | 2016 | 2    |
| 9    | Sisay Lemma      | ETH  | 2:04.01 | 2021 | 1    |
| 9    | Alexander Munyao | KEN  | 2:04.01 | 2024 | 1    |

(bijgewerkt t/m 2025)

### Winnaars
| Editie | Jaar           | Winnaar                        | Land      | Tijd         | Winnares            | Land | Tijd         |
| ------ | -------------- | ------------------------------ | --------- | ------------ | ------------------- | ---- | ------------ |
| 1      | 29 maart 1981  | Inge Simonsen & Dick Beardsley | NOR & USA | 2:11.48      | Joyce Smith         | GBR  | 2:29.57      |
| 2      | 9 mei 1982     | Hugh Jones                     | ENG       | 2:09.24      | Joyce Smith         | GBR  | 2:29.43      |
| 3      | 17 april 1983  | Mike Gratton                   | ENG       | 2:09.43      | Grete Waitz         | NOR  | 2:25.29      |
| 4      | 13 mei 1984    | Charlie Spedding               | ENG       | 2:09.57      | Ingrid Kristiansen  | NOR  | 2:24.26      |
| 5      | 21 april 1985  | Steve Jones                    | GBR       | 2:08.16      | Ingrid Kristiansen  | NOR  | 2:21.06      |
| 6      | 20 april 1986  | Toshihiko Seko                 | JPN       | 2:10.02      | Grete Waitz         | NOR  | 2:24.54      |
| 7      | 10 mei 1987    | Hiromi Taniguchi               | JPN       | 2:09.50      | Ingrid Kristiansen  | NOR  | 2:22.48      |
| 8      | 17 april 1988  | Henrik Jørgensen               | DEN       | 2:10.20      | Ingrid Kristiansen  | NOR  | 2:25.41      |
| 9      | 23 april 1989  | Douglas Wakiihuri              | KEN       | 2:09.03      | Véronique Marot     | GBR  | 2:25.56      |
| 10     | 22 april 1990  | Allister Hutton                | GBR       | 2:10.10      | Wanda Panfil        | POL  | 2:26.31      |
| 11     | 21 april 1991  | Yakov Tolstikov                | RUS       | 2:09.17      | Rosa Mota           | POR  | 2:26.14      |
| 12     | 12 april 1992  | António Pinto                  | POR       | 2:10.02      | Katrin Dörre        | GER  | 2:29.39      |
| 13     | 18 april 1993  | Eamonn Martin                  | GBR       | 2:10.50      | Katrin Dörre        | GER  | 2:27.09      |
| 14     | 17 april 1994  | Dionicio Cerón                 | MEX       | 2:08.53      | Katrin Dörre        | GER  | 2:32.34      |
| 15     | 2 april 1995   | Dionicio Cerón                 | MEX       | 2:08.30      | Małgorzata Sobańska | POL  | 2:27.43      |
| 16     | 21 april 1996  | Dionicio Cerón                 | MEX       | 2:10.00      | Liz McColgan        | GBR  | 2:27.54      |
| 17     | 13 april 1997  | António Pinto                  | POR       | 2:07.55      | Joyce Chepchumba    | KEN  | 2:26.51      |
| 18     | 26 april 1998  | Abel Antón                     | ESP       | 2:07.57      | Catherina McKiernan | IRL  | 2:26.26      |
| 19     | 18 april 1999  | Abdelkader El Mouaziz          | MAR       | 2:07.57      | Joyce Chepchumba    | KEN  | 2:23.22      |
| 20     | 16 april 2000  | António Pinto                  | POR       | 2:06.36      | Tegla Loroupe       | KEN  | 2:24.33      |
| 21     | 22 april 2001  | Abdelkader El Mouaziz          | MAR       | 2:07.09      | Derartu Tulu        | ETH  | 2:23.57      |
| 22     | 14 april 2002  | Khalid Khannouchi              | USA       | 2:05.38 (WR) | Paula Radcliffe     | GBR  | 2:18.56      |
| 23     | 13 april 2003  | Gezahegne Abera                | ETH       | 2:07.56      | Paula Radcliffe     | GBR  | 2:15.25 (WR) |
| 24     | 18 april 2004  | Evans Rutto                    | KEN       | 2:06.18      | Margaret Okayo      | KEN  | 2:22.35      |
| 25     | 17 april 2005  | Martin Lel                     | KEN       | 2:07.35      | Paula Radcliffe     | GBR  | 2:17.42      |
| 26     | 23 april 2006  | Felix Limo                     | KEN       | 2:06.39      | Deena Kastor        | USA  | 2:19.35      |
| 27     | 22 april 2007  | Martin Lel                     | KEN       | 2:07.41      | Zhou Chunxiu        | CHN  | 2:20.38      |
| 28     | 13 april 2008  | Martin Lel                     | KEN       | 2:05.15      | Irina Mikitenko     | GER  | 2:24.14      |
| 29     | 26 april 2009  | Samuel Wanjiru                 | KEN       | 2:05.10      | Irina Mikitenko     | GER  | 2:22.11      |
| 30     | 25 april 2010  | Tsegaye Kebede                 | ETH       | 2:05.19      | Lilia Sjoboechova   | RUS  | 2:22.00      |
| 31     | 17 april 2011  | Emmanuel Mutai                 | KEN       | 2:04.40      | Mary Keitany        | KEN  | 2:19.19      |
| 32     | 23 april 2012  | Wilson Kipsang                 | KEN       | 2:04.44      | Mary Keitany        | KEN  | 2:18.37      |
| 33     | 21 april 2013  | Tsegaye Kebede                 | ETH       | 2:06.04      | Priscah Jeptoo      | KEN  | 2:20.15      |
| 34     | 13 april 2014  | Wilson Kipsang                 | KEN       | 2:04.29      | Edna Kiplagat       | KEN  | 2:20.21      |
| 35     | 26 april 2015  | Eliud Kipchoge                 | KEN       | 2:04.42      | Tigist Tufa         | ETH  | 2:23.22      |
| 36     | 24 april 2016  | Eliud Kipchoge                 | KEN       | 2:03.05      | Jemima Sumgong      | KEN  | 2:22.58      |
| 37     | 23 april 2017  | Daniel Wanjiru                 | KEN       | 2:05.48      | Mary Keitany        | KEN  | 2:17.01      |
| 38     | 22 april 2018  | Eliud Kipchoge                 | KEN       | 2:04.17      | Vivian Cheruiyot    | KEN  | 2:18.31      |
| 39     | 28 april 2019  | Eliud Kipchoge                 | KEN       | 2:02.37      | Brigid Kosgei       | KEN  | 2:18.20      |
| 40     | 4 oktober 2020 | Shura Kitata Tola              | ETH       | 2:05.58      | Brigid Kosgei       | KEN  | 2:18.58      |
| 41     | 3 oktober 2021 | Sisay Lemma                    | ETH       | 2:04.01      | Joyciline Jepkosgei | KEN  | 2:17.43      |
| 42     | 2 oktober 2022 | Amos Kipruto                   | KEN       | 2:04.39      | Yalemzerf Yehualaw  | ETH  | 2:17.26      |
| 43     | 23 april 2023  | Kelvin Kiptum                  | KEN       | 2:01.25      | Sifan Hassan        | NED  | 2:18.33      |
| 44     | 21 april 2024  | Alexander Mutiso               | KEN       | 2:04.01      | Peres Jepchirchir   | KEN  | 2:16.16      |
| 45     | 27 april 2025  | Sabastian Sawe                 | KEN       | 2:02.27      | Tigst Assefa        | ETH  | 2:15.50 WR   |

### Winnaars rolstoelmannen
| Jaar | Atleet           | Nationaliteit | Tijd    | Opmerkingen                    |
| ---- | ---------------- | ------------- | ------- | ------------------------------ |
| 1983 | Gordon Perry     | GBR           | 3:20.07 | Parcoursrecord                 |
| 1984 | Kevin Breen      | IRL           | 2:38.40 | Parcoursrecord                 |
| 1985 | Chris Hallam     | GBR           | 2:19.53 | Parcoursrecord                 |
| 1986 | Gerry O'Rourke   | IRL           | 2:26.38 |                                |
| 1987 | Chris Hallam     | GBR           | 2:08.34 | Parcoursrecord; 2e overwinning |
| 1988 | Ted Vince        | CAN           | 2:01.37 | Parcoursrecord                 |
| 1989 | David Holding    | GBR           | 1:59.31 | Parcoursrecord                 |
| 1990 | Hakan Ericsson   | SWE           | 1:57.12 | Parcoursrecord                 |
| 1991 | Farid Amarouch   | FRA           | 1:52.52 | Parcoursrecord                 |
| 1992 | Daniel Wesley    | CAN           | 1:51.42 | Parcoursrecord                 |
| 1993 | George Vandamme  | BEL           | 1:44.10 | Parcoursrecord                 |
| 1994 | David Holding    | GBR           | 1:46.06 | 2e overwinning                 |
| 1995 | Heinz Frei       | SUI           | 1:39.14 | Parcoursrecord                 |
| 1996 | David Holding    | GBR           | 1:43.48 | 3e overwinning                 |
| 1997 | David Holding    | GBR           | 1:42.15 | 4e overwinning                 |
| 1998 | Heinz Frei       | SUI           | 1:35.18 | Parcoursrecord; 2e overwinning |
| 1999 | Heinz Frei       | SUI           | 1:35.27 | 3e overwinning                 |
| 2000 | Kevin Papworth   | GBR           | 1:41.50 |                                |
| 2001 | Denis Lemeunier  | FRA           | 1:42.37 |                                |
| 2002 | David Weir       | GBR           | 1:39.44 |                                |
| 2003 | Joel Jeannot     | FRA           | 1:32.02 | Parcoursrecord                 |
| 2004 | Saúl Mendoza     | MEX           | 1:36.56 |                                |
| 2005 | Saúl Mendoza     | MEX           | 1:35.51 | 2e overwinning                 |
| 2006 | David Weir       | GBR           | 1:29.48 | Parcoursrecord; 2e overwinning |
| 2007 | David Weir       | GBR           | 1:30.51 | 3e overwinning                 |
| 2008 | David Weir       | GBR           | 1:33.56 | 4e overwinning                 |
| 2009 | Kurt Fearnley    | AUS           | 1:28.57 | Parcoursrecord                 |
| 2010 | Josh Cassidy     | CAN           | 1:35.21 |                                |
| 2011 | David Weir       | GBR           | 1:30.05 | 5e overwinning                 |
| 2012 | David Weir       | GBR           | 1:32.26 | 6e overwinning                 |
| 2013 | Kurt Fearnley    | AUS           | 1:31.29 | 2e overwinning                 |
| 2014 | Marcel Hug       | SUI           | 1:32.41 |                                |
| 2015 | Joshua George    | USA           | 1:31.31 |                                |
| 2016 | Marcel Hug       | SUI           | 1:35.19 | 2e overwinning                 |
| 2017 | David Weir       | GBR           | 1:31.06 | 7e overwinning                 |
| 2018 | David Weir       | GBR           | 1:31.15 | 8e overwinning                 |
| 2019 | Daniel Romanchuk | USA           | 1:33.38 |                                |
| 2020 | Brent Lakatos    | CAN           | 1:36.04 |                                |
| 2021 | Marcel Hug       | SUI           | 1:26.27 | Parcoursrecord, 3e overwinning |
| 2022 | Marcel Hug       | SUI           | 1:24.38 | Parcoursrecord, 4e overwinning |
| 2023 | Marcel Hug       | SUI           | 1:23.44 | Parcoursrecord, 5e overwinning |
| 2024 | Marcel Hug       | SUI           | 1:28.35 | 6e overwinning                 |
| 2025 | Marcel Hug       | SUI           | 1:25.25 | 7e overwinning                 |

### Winnaars rolstoelvrouwen
| Jaar | Atlete               | Nationaliteit | Tijd    | Opmerkingen                    |
| ---- | -------------------- | ------------- | ------- | ------------------------------ |
| 1983 | Denise Smith         | GBR           | 4:29.03 | Parcoursrecord                 |
| 1984 | Kay McShane          | IRL           | 3:10.04 | Parcoursrecord                 |
| 1985 | Kay McShane          | IRL           | 2:47.12 | Parcoursrecord; 2e overwinning |
| 1986 | Kay McShane          | IRL           | 3:02.40 | 3e overwinning                 |
| 1987 | Karen Davidson       | GBR           | 2:45.30 | Parcoursrecord                 |
| 1988 | Karen Davidson       | GBR           | 2:41.45 | Parcoursrecord; 2e overwinning |
| 1989 | Josie Cichockyj      | GBR           | 3:03.54 |                                |
| 1990 | Connie Hansen        | DEN           | 2:10.25 | Parcoursrecord                 |
| 1991 | Connie Hansen        | DEN           | 2:04.40 | Parcoursrecord; 2e overwinning |
| 1992 | Tanni Grey           | GBR           | 2:17.23 |                                |
| 1993 | Rose Hill            | GBR           | 2:03.05 | Parcoursrecord                 |
| 1994 | Tanni Grey           | GBR           | 2:08.26 | 2e overwinning                 |
| 1995 | Rose Hill            | GBR           | 2:17.02 | 2e overwinning                 |
| 1996 | Tanni Grey           | GBR           | 2:00.10 | Parcoursrecord; 3e overwinning |
| 1997 | Monica Wetterstrom   | SWE           | 1:49.09 | Parcoursrecord                 |
| 1998 | Tanni Grey           | GBR           | 2:02.01 | 4e overwinning                 |
| 1999 | Monica Wetterstrom   | SWE           | 1:57.38 | 2e overwinning                 |
| 2000 | Sarah Piercy         | GBR           | 2:23.30 |                                |
| 2001 | Tanni Grey-Thompson  | GBR           | 2:13.55 | 5e overwinning                 |
| 2002 | Tanni Grey-Thompson  | GBR           | 2:22.51 | 6e overwinning                 |
| 2003 | Francesca Porcellato | ITA           | 2:04.21 |                                |
| 2004 | Francesca Porcellato | ITA           | 2:04.58 | 2e overwinning                 |
| 2005 | Francesca Porcellato | ITA           | 1:57.00 | 3e overwinning                 |
| 2006 | Francesca Porcellato | ITA           | 1:59.57 | 4e overwinning                 |
| 2007 | Shelly Woods         | GBR           | 1:50.40 |                                |
| 2008 | Sandra Graf          | SUI           | 1:48.04 | Parcoursrecord                 |
| 2009 | Amanda McGrory       | USA           | 1:50.39 |                                |
| 2010 | Wakako Tsuchida      | JPN           | 1:52.33 |                                |
| 2011 | Amanda McGrory       | USA           | 1:46.30 | Parcoursrecord; 2e overwinning |
| 2012 | Shelly Woods         | GBR           | 1:49.10 | 2e overwinning                 |
| 2013 | Tatyana McFadden     | USA           | 1:46.02 | Parcoursrecord                 |
| 2014 | Tatyana McFadden     | USA           | 1:45.12 | Parcoursrecord; 2e overwinning |
| 2015 | Tatyana McFadden     | USA           | 1:41.14 | Parcoursrecord; 3e overwinning |
| 2016 | Tatyana McFadden     | USA           | 1:44.14 | 4e overwinning                 |
| 2017 | Manuela Schär        | SUI           | 1:39.57 | Parcoursrecord                 |
| 2018 | Madison de Rozario   | AUS           | 1:42.58 |                                |
| 2019 | Manuela Schär        | SUI           | 1:44.09 | 2e overwinning                 |
| 2020 | Nikita den Boer      | NED           | 1:40.07 |                                |
| 2021 | Manuela Schär        | SUI           | 1:39.52 | Parcoursrecord; 3e overwinning |
| 2022 | Catherine Debrunner  | SUI           | 1:38.24 | Parcoursrecord                 |
| 2023 | Madison de Rozario   | AUS           | 1:38.51 | 2e overwinning                 |
| 2024 | Catherine Debrunner  | Zwitserland   | 1:38.54 | 2e overwinning                 |
| 2025 | Catherine Debrunner  | Zwitserland   | 1:34.18 | Parcoursrecord; 3e overwinning |

1981 ·
1982 ·
1983 ·
1984 ·
1985 ·
1986 ·
1987 ·
1988 ·
1989 ·
1990 ·
1991 ·
1992 ·
1993 ·
1994 ·
1995 ·
1996 ·
1997 ·
1998 ·
1999 ·
2000 ·
2001 ·
2002 ·
2003 ·
2004 ·
2005 ·
2006 ·
2007 ·
2008 ·
2009 ·
2010 ·
2011 ·
2012 ·
2013 ·
2014 ·
2015 ·
2016 ·
2017 ·
2018 ·
2019 ·
2020 ·
2021 ·
2022 ·
2023 ·
2024 ·
2025
Marathon van Berlijn ·
Boston Marathon ·
Chicago Marathon ·
Marathon van Londen ·
New York City Marathon ·
Tokyo Marathon